# 千葉直人
千葉 直人（ちば なおと、1986年7月30日 - ）は、日本中央競馬会 (JRA) ・美浦トレーニングセンター所属の調教師。元騎手・調教助手。騎手時代、騎手免許は平地競走、障害競走両方の免許を所持していた。

## 来歴

### 騎手時代
2003年、4月にJRA競馬学校騎手課程第22期生として入学する。2006年、2月にJRA競馬学校騎手課程を卒業し騎手免許を取得し、成島英春厩舎所属騎手としてデビュー。
初騎乗は3月4日の中山競馬場第1レースで、16番人気だったハッピーステージに騎乗し15着。4月25日に浦和競馬場で行われたマルチスピリット特別で地方競馬初騎乗。6番人気だったカントウオウに騎乗し9着となる。12月2日に中京競馬場で行われた第1レースを5番人気だったオースミダイケンに騎乗して制し、JRA通算107戦目で初勝利を挙げた。
2007年、1月7日に障害競走で初騎乗し、10番人気だったコスモベリュームトに騎乗して10着となる。10月20日に東京競馬場でレース中に落馬。診察の結果、右上顎骨骨折と診断された。
2008年には減量特典3年目であることを活かし20勝をあげたが、減量特典がなくなった2009年以降は騎乗数が減少。その後は未勝利に終わり、若手騎手時代も含めて特筆すべき成績は残せず、通算984戦24勝、2012年11月30日付けで騎手を引退し、藤原辰雄厩舎所属の調教助手になった。その後、2013年8月に鈴木伸尋厩舎所属に変更している。
2022年12月8日、JRAより2023年度新規調教師試験合格者が発表され、調教師免許に合格となり、2023年1月1日付で調教師免許が交付された。騎手時代から調教師を目指しており、8度目の受験で夢を叶えた。技術調教師としてウシュバテソーロのドバイワールドＣやブリーダーズＣクラシックに帯同する。

### 調教師時代
2024年3月6日付けで厩舎を開業した。厩舎カラーは赤･黒･黄で、騎手時代に所属した成島英春の赤、調教助手時代の黒をベースにした藤原辰雄、黄色の鈴木伸尋で構成。厩舎エンブレムのフクロウには、「人馬共に苦労がない（不苦労）。視野を広く持って、いろんな角度から見る。大きく羽ばたく」の意味が込められている。
初出走は2024年3月9日中山2Rのムーラングリースで16着。なお騎手時代のデビュー戦も小桧山厩舎の管理馬で、ムーラングリースも小桧山厩舎から引き継いだ馬である。同年4月14日の中山10R・JRAウルトラプレミアム ドゥラメンテカップ(3勝クラス)では、同じく小桧山厩舎から引き継いだセイウンプラチナ（武豊）で初勝利を挙げた。同年7月7日の七夕賞で重賞初出走。初勝利を挙げたセイウンプラチナでの出走は14着であった。

## 騎乗成績
|      |            | 日付          | 競馬場・開催  | 競走名       | 馬名               | 頭数 | 人気 | 着順 |
| ---- | ---------- | ------------- | ------------- | ------------ | ------------------ | ---- | ---- | ---- |
| 平地 | 初騎乗     | 2006年3月4日  | 2回中山3日1R  | 3歳未勝利    | ハッピーステージ   | 16頭 | 16   | 15着 |
| 平地 | 初勝利     | 2006年12月2日 | 4回中京1日1R  | 3歳上500万下 | オースミダイケン   | 16頭 | 5    | 1着  |
| 平地 | 重賞初騎乗 | 2008年7月13日 | 2回福島8日11R | 七夕賞       | アクティブアクト   | 15頭 | 13   | 11着 |
| 障害 | 初騎乗     | 2007年1月7日  | 1回中山2日4R  | 障害未勝利   | コスモベリュームト | 14頭 | 10   | 10着 |

| 年度   | 平地競走 | 平地競走 | 平地競走 | 平地競走 | 平地競走 | 平地競走 | 平地競走 | 障害競走 | 障害競走 | 障害競走 | 障害競走 | 障害競走 | 障害競走 | 障害競走 |
| 年度   | 1着      | 2着      | 3着      | 騎乗数   | 勝率     | 連対率   | 複勝率   | 1着      | 2着      | 3着      | 騎乗数   | 勝率     | 連対率   | 複勝率   |
| ------ | -------- | -------- | -------- | -------- | -------- | -------- | -------- | -------- | -------- | -------- | -------- | -------- | -------- | -------- |
| 2006年 | 1        | 3        | 8        | 119      | .008     | .034     | .101     | -        | -        | -        | -        | -        | -        | -        |
| 2007年 | 3        | 4        | 5        | 203      | .015     | .034     | .059     | 0        | 1        | 0        | 16       | .000     | .063     | .063     |
| 2008年 | 20       | 12       | 17       | 393      | .051     | .081     | .125     | -        | -        | -        | -        | -        | -        | -        |
| 2009年 | 0        | 7        | 4        | 147      | .000     | .048     | .075     | -        | -        | -        | -        | -        | -        | -        |
| 2010年 | 0        | 1        | 2        | 54       | .000     | .019     | .056     | -        | -        | -        | -        | -        | -        | -        |
| 2011年 | 0        | 1        | 1        | 26       | .000     | .038     | .077     | 0        | 0        | 0        | 8        | .000     | .000     | .000     |
| 2012年 | 0        | 0        | 0        | 18       | .000     | .000     | .000     | -        | -        | -        | -        | -        | -        | -        |
| 中央   | 24       | 28       | 37       | 960      | .025     | .054     | .093     | 0        | 1        | 0        | 24       | .000     | .042     | .042     |
| 地方   | 0        | 0        | 0        | 6        | .000     | .000     | .000     |          |          |          |          |          |          |          |

1. 主な騎乗馬

- クィーンオブキネマ（2007年岩室温泉特別）

## 調教師成績
|            | 日付          | 競馬場・開催  | 競走名             | 馬名               | 頭数 | 人気 | 着順 |
| ---------- | ------------- | ------------- | ------------------ | ------------------ | ---- | ---- | ---- |
| 初出走     | 2024年3月9日  | 2回中山5日2R  | 3歳未勝利          | ムーラングリース   | 16頭 | 16   | 16着 |
| 初勝利     | 2024年4月14日 | 3回中山8日10R | ドゥラメンテカップ | セイウンプラチナ   | 14頭 | 8    | 1着  |
| 重賞初出走 | 2024年7月7日  | 2回福島4日11R | 七夕賞             | セイウンプラチナ   | 15頭 | 7    | 14着 |
| 重賞初勝利 | 2025年1月19日 | 1回中山7日11R | 京成杯             | ニシノエージェント | 14頭 | 11   | 1着  |
| GI初出走   |               |               |                    |                    |      |      |      |
| GI初勝利   |               |               |                    |                    |      |      |      |

### 主な管理馬
- ニシノエージェント（2025年京成杯）